# هیگاشی‌ماتسویاما، سایتاما
هیگاشی‌ماتسویاما در استان سایتاما در کشور ژاپن  واقع شده است  که دارای جمعیت ۹۰٬۸۴۰ نفر و مساحت ۶۵٫۳۳ کیلومتر مربع با تراکم جمعیت ۱٬۳۹۰  نفر در کیلومترمربع است و در تاریخ ۱ ژوئیه ۱۹۵۴ به عنوان شهر شناخته شد.